# خودارضایی مقعدی

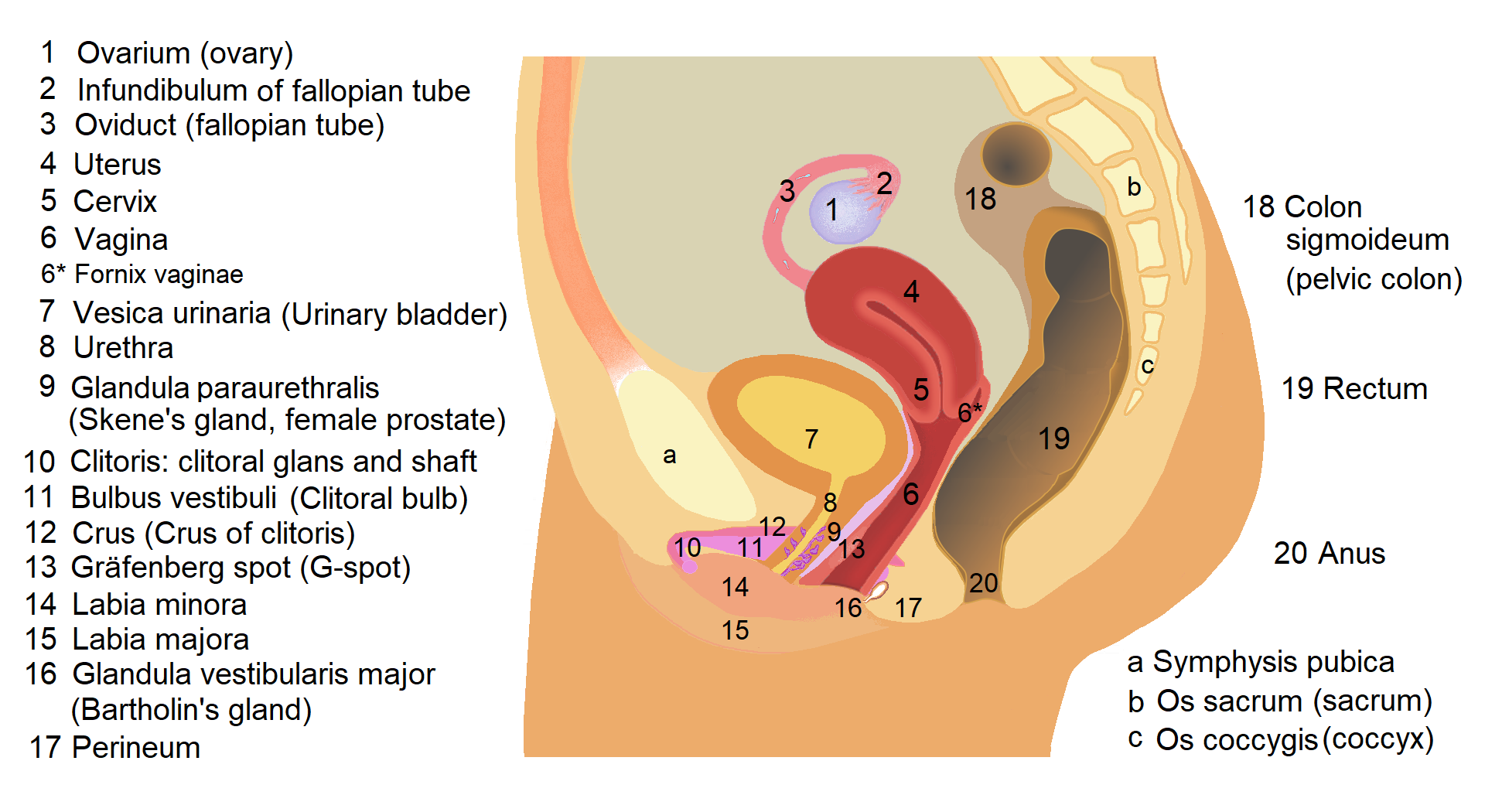
اندام‌های جنسی زنانه

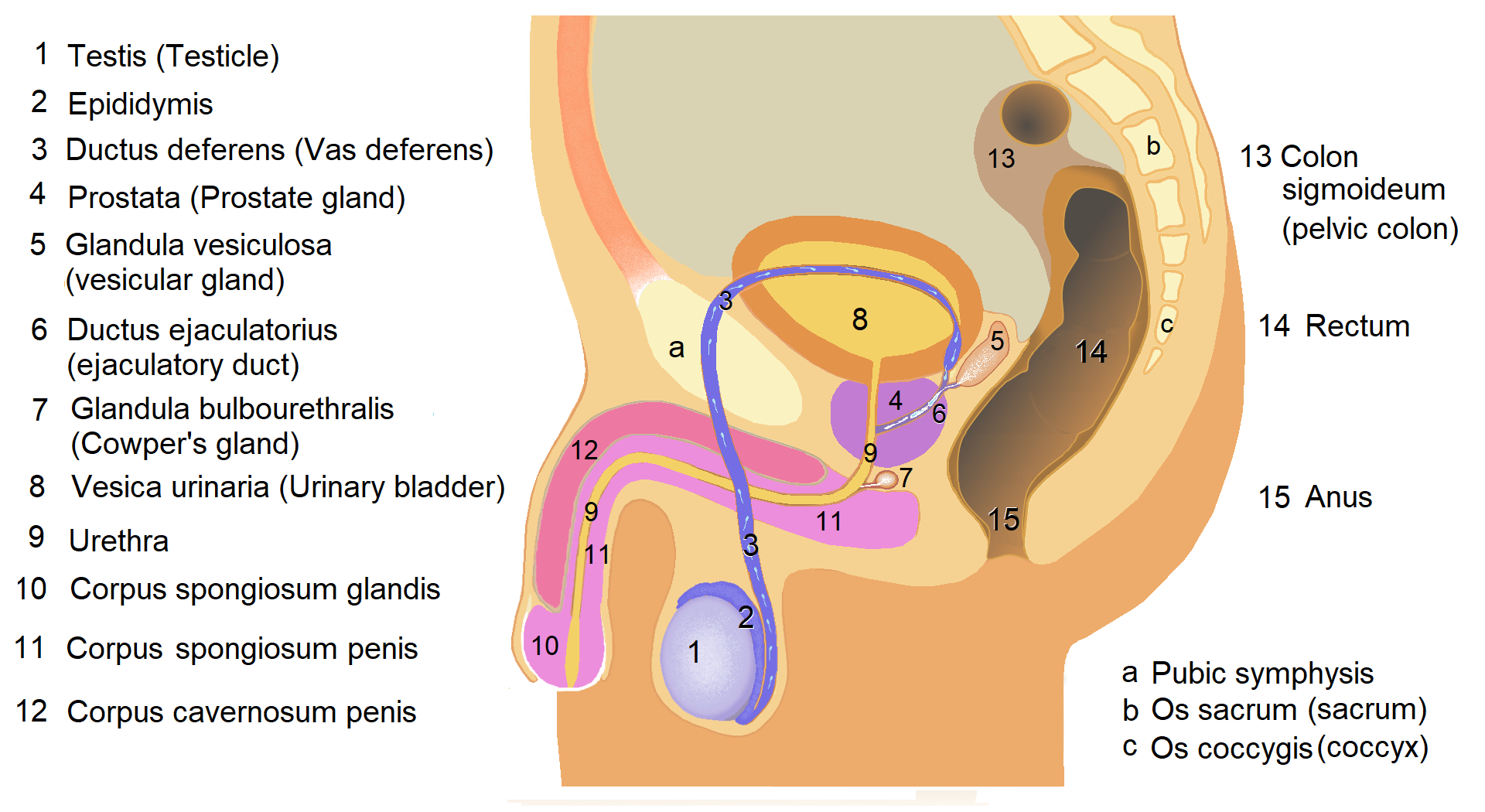
اندام‌های جنسی مردانه

خودارضایی مقعدی (به انگلیسی: Anal masturbation) به خودارضایی متمرکز بر مقعد و راست‌روده اشاره دارد. در انسان روش‌های گوناگونی برای مقعد ارضایی از جمله تحریک دستی اسفنکتر یا وارد کردن اشیاء درون آن همچون انگشتان دست، پا، مشت، ابزارهای مصنوعی، آب یا اسباب‌بازی‌های جنسی چون توپک مقعدی، درپوش مقعد، آلت مصنوعی، لرزاننده و ابزار ویژه ماساژ پروستات وجود دارد.

## روش
انگشت کردن در مقعد به دلیل وجود تعداد زیاد پایانه‌های اعصاب محیطی در ناحیهٔ مقعد همچنین انبساط ماهیچه‌های اسفنکتر مقعد در هنگام فرو بردن انگشت می‌تواند لذت‌بخش باشد. یک روان‌ساز هم برای افزایش حساسیت پذیری و هم برای کمک به فرورفتن انگشت توصیه می‌شود. بعضی افراد ترجیح می‌دهند تا فقط حلقهٔ بیرونی دور مقعد تحریک شود، در حالی که دیگران میل دارند این عمل با وارد کردن یک یا چند انگشت به داخل مقعد همراه شود. انگشت کردن مقعد هم می‌تواند به تنهایی یک کنش جنسی باشد و هم پیش‌درآمدی برانگیزنده برای انجام آمیزش مقعدی در پی آن. انگشت کردن مقعدی می‌تواند شخص انگشت شونده را تحریک جنسی کند، موجب شود تا ماهیچه‌های مقعد شل شده و برای ورود آلت جنسی مردانه یا هر وسیلهٔ جنسی دیگری آماده شوند.
یکی از دلایل لذت مقعدارضایی می‌تواند این باشد که سوراخ مقعد دارای تعداد فراوانی عصب محیطی حساس است. کارکرد ارگاسم در مردان تا حدی به کارکرد صحیح ماهیچه نرم احاطه‌کننده پروستات و کف لگن بستگی دارد. دلیل لذت مقعدارضایی برای مردان نیز به سبب ماهیچه‌های ذکر شده است و برای زنان به صورت غیر مستقیم، مقعدارضایی سبب تحریک موضع جی، کلیتوریس و گردن رحم و در نتیجه لذت آنان می‌شود. برخی توپک‌های ویژه تحریک پروستات برای مردان ساخته شده‌اند. از آنجایی که ماهیچه‌های مقعد هنگام رسیدن فرد به اوج لذت جنسی منقبض می‌شوند، وجود شیئی که بتواند اسفنکتر را باز نگه دارد، می‌تواند سبب محکم‌تر شدن ماهیچه‌ها و در نتیجه شدت بیش‌تر در لذت ارگاسمی فرد بشود. برخی مردان گزارش کرده‌اند که با بهره‌گیری از توپک مقعدی یا ابزارهای دیگر در هنگام رابطه جنسی توانسته‌اند لذت ارگاسم را بسیار افزایش دهند. برای زنان هم به تقریب همین فرایند صورت می‌گیرد. اینکه یک مرد با تحریک ماهیچه‌های پروستات از راه مقعدش به اوج لذت جنسی برسد امر رایجی است.
تحریک غده پروستات که به آن نقطه جی مردانه نیز گفته می‌شود سبب ایجاد احساسات مختلف و شدید جنسی در فرد می‌گردد.
نقطه جی مردانه قرن‌هاست که در رابطه جنسی تانتریک مورد استفاده قرار می‌گیرد. در فرهنگ شرقی به‌طور مداوم از تحریک نقطه جی در مردان به منظور ماساژ در سنین بالا استفاده کرده است. ماساژ نقطه جی مردانه نه‌تنها به دلیل مزایای سلامتی آن برای غده پروستات، بلکه به دلیل لذت جنسی اغلب شدید، بسیار محبوب شده است. لرزاننده‌های نقطه جی مخصوص مردان به شکلی خاص ساخته شده‌اند که به راحتی در راست روده جای بگیرند و کانال مقعد، پرینه و غده پروستات را بلرزانند تا پروستات را دوشیده و بیشتر مایعات داخل این غده مهم را از بین ببرند. لرزاننده‌های نقطه جی مردانه به‌طور معمول بدون عملکرد لرزش ارائه می‌شوند، اما این برای برخی از مدل‌های اضافی و به جهت لذت جنسی بیش‌تر، لرزش نیز در آن‌ها تعبیه شده است. لرزاننده نقطه جی برای مالش پروستات به دو منظور لذت جنسی و موارد مرتبط با سلامتی استفاده می‌شود.
ماساژ پروستات همچنین روش مؤثری برای تحریک غدهٔ پروستات در مردان است و از این طریق می‌تواند انگشت شونده را به ارگاسم برساند که کاربردهای پزشکی نیز دارد و با انگشت کردن زنان متفاوت است. طی این عمل، ممکن است بدون آن‌که آلت تناسلی مرد تحریک شود، انزال صورت گیرد. در زنان نیز انگشت کردن در مقعد می‌تواند به تحریک اسفنج میان‌دوراه منجر شود. البته انگشت کردن کاربردهای پزشکی دیگری نیز دارد به عنوان نمونه ماساژ دنبالچه برای درمان درد دنبالچه و همچنین معاینه مقعد از دیگر کاربردهای پزشکی آن است.
روش دیگر در کاربردهای پزشکی جایگزین مبحث انعکاس‌درمانی و اتصال مقعد به انرژی اعضای بدن است. جریان انرژی در جوان سازی حائز اهمیت بسیار است. 
در صورت عدم جریان انرژی به قسمتی که ماساژ داده می‌شود، بهبودی حاصل نخواهد شد. که در اینجا در ۲ مبحث جدا بیان می‌گردد:
1. نیروی پرینیوم: پرینیوم به عنوان منبع انرژی «ین» است که دروازه مرگ و زندگی به‌شمار می‌آید. پرینیوم، میان مقعد و اعضای جنسی قرار دارد. مقعد، خود به چندین قسمت تقسیم می‌شود که رابطه ای مستقیم با انرژی اعضای مربوط دارد.
2. بخشهای پنجگانه مقعد: الف - میانه(Middle) ب - جلو(Front) پ - پشت(Back) ت - چپ(Left) ث - راست(Right)

الف - بخش میانه(Middle): بخش میانه به واژن، رحم، آئورت و بزرگ‌سیاهرگ، معده، قلب، غده تیروئید و پاراتیروئید، غده نخاعی یا هیپوفیز، غده صنوبری یا اپی فیز و نقطه بالای سر (تاج سر) مرتبط است.
ب - بخش جلو(Front): بخش جلو به غده پروستات، مثانه، روده کوچک، معده، غده تیموس و بخش جلوی مغز مرتبط است.
پ - بخش پشت(Back): بخش پشت با ساکروم، لگن خاصره، ۱۲ مهره سینه ای، ۷ مهره گردن و مغز کوچک در ارتباط است.
ت - بخش چپ(Left): این بخش به تخمدان چپ، روده بزرگ، کلیه چپ، غده فوق کلیوی، طحال، ریه چپ و قسمت چپ مغز مرتبط است.
ث - بخش راست(Right): این بخش با تخمدان راست، روده بزرگ، کلیه راست، غده فوق کلیوی، کبد، کیسه صفرا، ریه چپ و قسمت راست مغز در ارتباط است.
با تحریک کردن پرینیوم و بخشهای پنجگانه مقعد، می‌توان به اعضا یا غدد، انرژی بیشتری رساند و اثر ماساژ را افزایش داد.

### تنقیه
تنقیه نیز می‌تواند هم به عنوان روشی برای تمیز کردن مقعد پیش از مقعدارضایی و هم به عنوان یکی از روش‌های مقعدارضایی مورد استفاده باشد.

### اتوسودومی
اتوسودومی عبارت است از نفوذ به مقعد خود با آلت تناسلی خود. این در صورتی امکان‌پذیر است که آلت تناسلی شخص به اندازه کافی بلند باشد و اندام تناسلی به درستی مانور داده شود.

## امنیت
ورود اجسام خارجی به داخل مقعد بدون خطر نیست. دیواره‌های داخلی مقعد درد را حس نمی‌کنند بنابراین گاهی حتی برای بیرون آوردن اشیاء از درون مقعد باید فرد مورد جراحی قرار بگیرد؛ حتی اگر جراحتی پدید نیامده باشد. روش‌های ناایمن خودارضایی مقعدی باعث آسیب و بستری در اورژانس بیمارستان شود. با این حال از جمله اقدام‌هایی که می‌توان برای بالا بردن امنیت کار مقعدارضایی بهره برد می‌شود به خالی کردن مثانه (ادرار یا مدفوع کردن)، استعمال روان‌کننده‌ها در سوراخ مقعد و حصول اطمینان از اینکه شی مورد استفاده اندازه مناسب و نه زیاد بزرگی داشته‌اند.

### اشیا

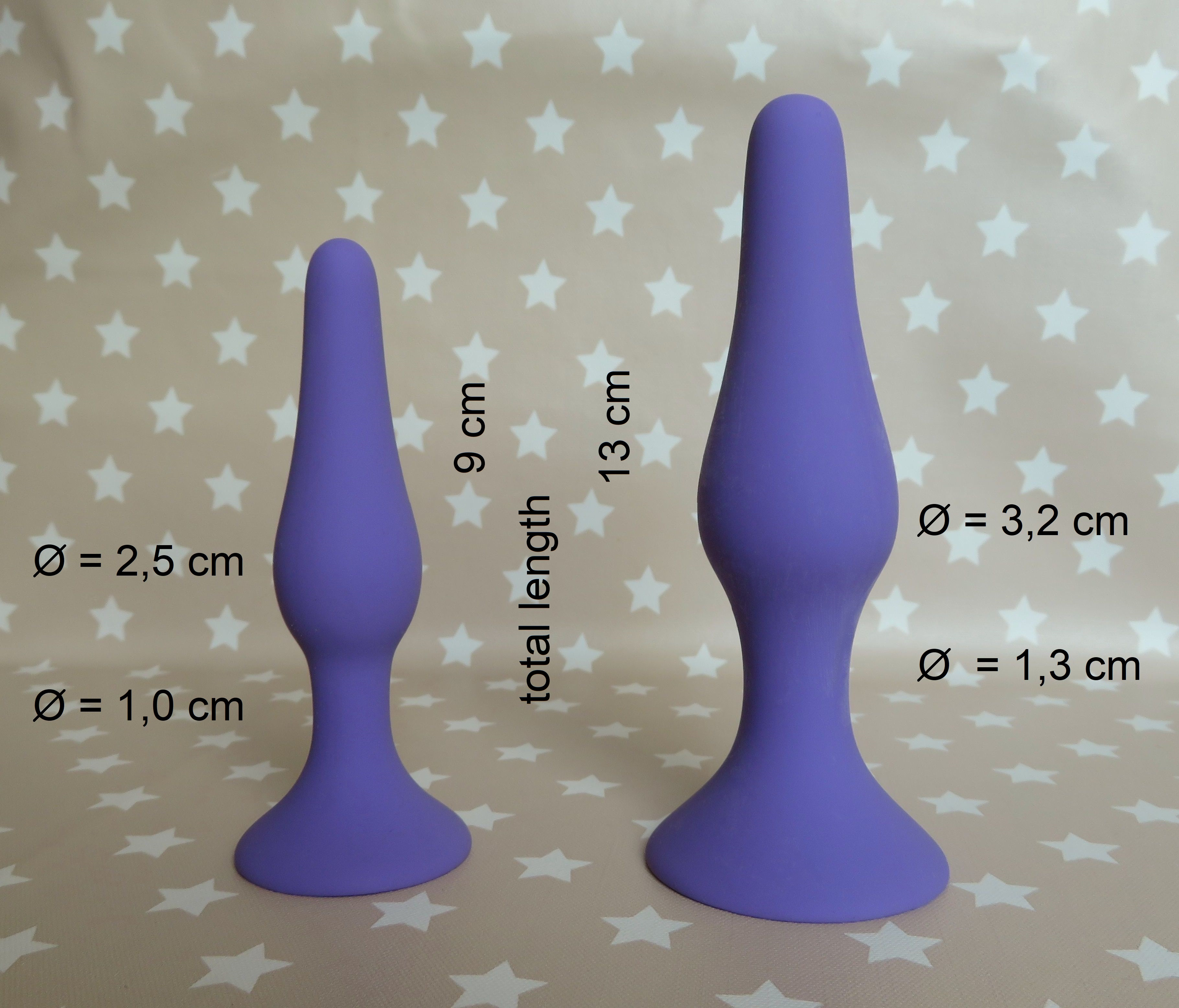
مخروط‌های باریک نرم سیلیکونی

برخی از محرک‌های مقعدی به منظور افزایش لذت و شبیه‌سازی مقاربت، عمداً دنده‌دار هستند یا الگوی موجی دارند. تحریک رکتوم با لبه ناهموار یا انگشت (به منظور تحریک پزشکی حرکات روده یا دلایل دیگر) ممکن است منجر به پارگی دیواره راست روده شود، به خصوص اگر ناخن دست را کوتاه نکرده باشند. بهره‌گیری از سبزیجاتی که دارای لبه‌های خشن هستند؛ ممکن است میکروب‌هایی روی سطح خود داشته باشند و بنابراین اگر قبل از استفاده ضدعفونی نشوند، می‌توانند منجر به عفونت شوند.

### خطرات مرتبط با خونریزی
صدمات جزئی که باعث خونریزی راست‌روده می‌شوند، خطر قابل اندازه‌گیری دارند و اغلب نیاز به درمان دارند. آسیب را می‌توان با قطع تحریک مقعد در هر نشانه ای از آسیب، خونریزی یا درد را مهار کرد. در حالی که خونریزی جزئی ممکن است به خودی خود متوقف شود، افرادی که آسیب جدی، مشکلات لخته شدن خون یا سایر عوامل پزشکی دارند، ممکن است با خطر جدی مواجه شوند و به مراقبت‌های پزشکی نیاز داشته باشند.
خونریزی طولانی مدت یا شدید می‌تواند نشانه‌ای از وضعیت تهدید کننده زندگی باشد، زیرا دیواره روده ممکن است آسیب ببیند و منجر به آسیب داخلی حفره صفاق و پریتونیت شود که می‌تواند کشنده باشد. استفاده محتاطانه از اشیا، استفاده از اجسام مرطوب که لبه‌های تیز یا سطوح ناهموار ندارند، خطر آسیب به دیوار روده را کاهش می‌دهد.

درمان خونریزی مداوم یا شدید نیاز به مراجعه به اورژانس برای سیگموئیدوسکوپی و کاتریزاسیون دارد تا از ادامه از دست دادن بیشتر خون جلوگیری شود. به غیر از حجم خونی که در مقعد از دست رفته، نشانه‌های دیگر آسیب به مقعد که به راحتی قابل مشاهده است، شامل افزایش ضربان قلب، احساس سرگیجه یا ضعف عمومی و از دست دادن حس و لذت است. 

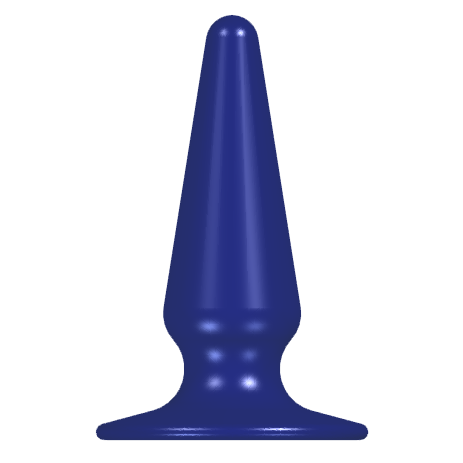
مخروط‌های مقعد عموماً دارای یک پایه برای فرونرفتن کامل در سوارخ مقعد و همچنین بدون شیار هستند.

### اجسام خارجی مقعد
مخروط‌های مقعد معمولاً دارای پایه‌ای گسترده هستند تا جلوی وارد شدن کامل را بگیرند و باید قبل و بعد از استفاده به دقت ضدعفونی شوند. اسباب بازی‌های جنسی، از جمله اشیاءی برای وارد کردن به مقعد، نباید به اشتراک گذاشته شوند تا خطر ابتلا به بیماری کمتر شود. اشیایی مانند لامپ یا هر چیز شکستنی مانند شیشه یا شمع‌های مومی را نمی‌توان به‌طور ایمن در خودارضایی مقعدی استفاده کرد، زیرا ممکن است بشکنند یا خرد شوند و باعث ایجاد وضعیت‌های پزشکی بسیار خطرناک شوند.
برخی از اجسام ممکن است در بالای کولون تحتانی قرار گیرند و برداشتن آنها بسیار سخت باشد. نباید اجازه داد که چنین اجسام خارجی در جای خود باقی بمانند و در آنجا گیرکنند. اگر اشیاء خود به خود خارج نشوند، باید درخواست کمک پزشکی کنید. در صورتی که اشیاء مناسبی برای بازی مقعدی نباشد (مانند پلاگ یا چیزی نرم)، اگر خیلی سفت، خیلی بزرگ، دارای برجستگی یا لبه‌های کمی تیز است یا اگر اثری از آسیب رخ دهد (خونریزی، درد، گرفتگی عضلات)، توصیه می‌شود فوری کمک پزشکی بگیرید. اجسام کوچک با ابعادی شبیه به مدفوع کوچک، نسبت به اجسام متوسط یا بزرگ احتمال کمتری برای گیرافتادن دارند، زیرا معمولاً با فشار و اجابت مزاج خارج می‌شوند. اگر قسمتی از جسم در خارج از بدن باقی بماند، همیشه ایمن‌تر است.

## بهداشت
از نظر زیست‌شناسی، مقعد اندامی است که برای دفع باد شکم و مدفوع به وجود آمده است؛ بنابراین، در هنگام مقعدارضایی، رعایت بهداشت بسیار مهم است. می‌توان پیش از مقعدارضایی توپک‌ها یا مخروط‌های مقعد را با کاندوم پوشاند و سپس کاندوم را دور بریزید. همچنین برای کاهش خطر انتقال جرم و باکتری از شریکی به شریک دیگر، می‌توان از روش‌های آمیزش جنسی امن که توسط متخصصین ارائه می‌شوند، بهره برد. همچنین برای جلوگیری از عفونت دهانی یا واژن، سعی کنید از ورود آلت تناسلی به دهان یا واژن پس از قرار گرفتن در مقعد خودداری کنید و همچنین توصیه می‌شود از لیسیدن مقعد بدون شستشو یا پاک‌سازی آن خودداری فرمایید.